# Henk Bakker (burgemeester)
Hendrikus Pieter (Henk) Bakker (Utrecht, 23 april 1952) is een Nederlands politicus van het CDA.

## Biografie
Bakker ging na het gymnasium rechten en bestuurswetenschappen studeren aan de Rijksuniversiteit Utrecht. Na zijn militaire dienst ging hij in 1976 werken bij de gemeente Groningen waar hij een lange carrière doormaakte. Hij was daar onder andere vakdirecteur van de afdeling Onderwijs en directeur van de Milieudienst en de Dienst Informatisering en Automatisering. In 2004 trad Bakker tijdelijk op als interim gemeentesecretaris en in 2006 volgde hij Diane Keizer-Mastenbroek op als gemeentesecretaris.
In februari 2010 werd Bakker burgemeester van de gemeente Bedum waar hij zijn partijgenoot Wilte Everts opvolgde die 18 jaar daar burgemeester was geweest. Begin 2016 werd Bakker daar waarnemend burgemeester wat hij tot 1 januari 2017 zou blijven. Kort daarvoor werd bekend dat Erica van Lente per 1 februari 2017 waarnemend burgemeester van Bedum wordt. Van 1 september 2017 tot 1 april 2018 was hij interim secretaris-directeur van de Omgevingsdienst Groningen (ODG). Met ingang van 9 februari 2023 werd Bakker benoemd tot gemeentesecretaris van Midden-Groningen.